# 1995 BM4
1995 BM4 är en asteroid i huvudbältet som upptäcktes den 28 januari 1995 av de båda japanska astronomerna Seiji Ueda och Hiroshi Kaneda i Kushiro.